# Kent McCord
Kent McCord (eigentlich Kent Franklin McWhirter, * 26. September 1942 in Los Angeles, Kalifornien) ist ein US-amerikanischer Schauspieler. Bekannt wurde er vor allem durch seine Rolle als Polizist in der Fernsehserie Adam-12 (1968–1975) an der Seite von Martin Milner.

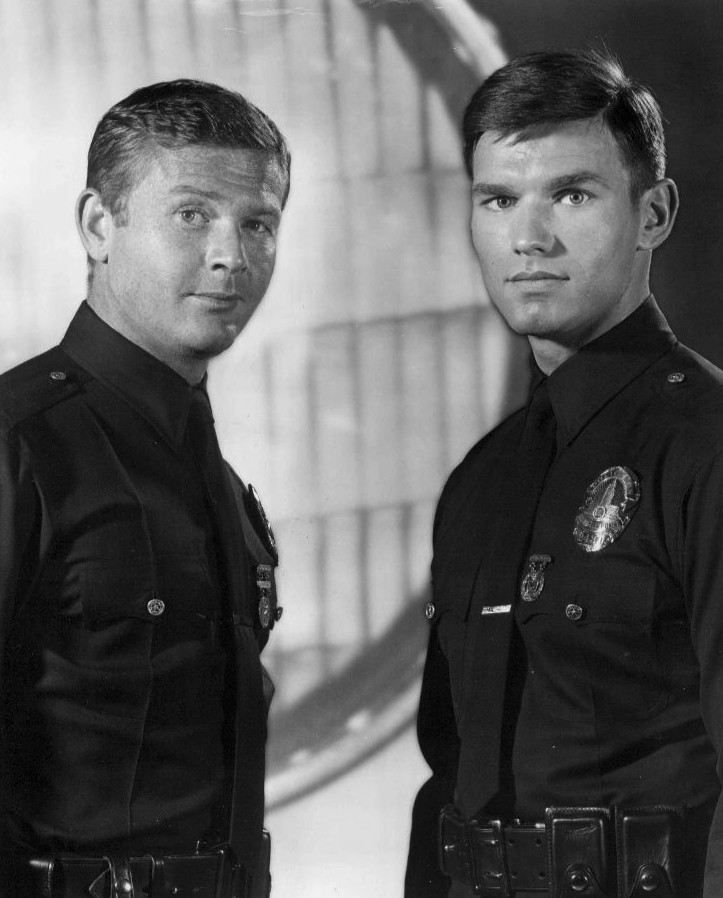
Kent McCord (rechts), ca. 1970

## Leben
Kent Franklin McWhirter wurde 1942 im French Hospital in Downtown Los Angeles geboren. Er wuchs im kalifornischen Baldwin Park auf.
Nach dem Besuch der Baldwin Park High School und des Citrus Junior College erhielt er 1962 dank seiner guten Leistungen im Football ein Stipendium an der University of Utah. 1961 lernte er bei einem Footballspiel den Sänger Ricky Nelson kennen, mit dem ihn bald eine enge Freundschaft verband. Über Nelson erhielt er seine erste Verpflichtung als Schauspieler in der Fernsehserie The Adventures of Ozzie and Harriet, in der auch Nelson mitspielte. McCords Rolle wurde über die kommenden Jahre aufgebaut und er spielte bis 1966 in der Serie.
Bald folgten kleinere Rollen in Filmen und Fernsehserien, unter anderem in den Elvis-Filmen Tolle Nächte in Las Vegas, Die wilden Weiber von Tennessee,  König der heißen Rhythmen und Kurven-Lilly. 1965 erhielt er einen Vertrag bei den Universal Studios und trat zunächst in kleineren Rollen in Fernsehproduktionen auf.
1968 erhielt er die Rolle in der neuen Fernsehserie Adam-12, in der er mit seinem von Martin Milner gespielten Partner zahlreiche Kriminalfälle löste. Die Serie war äußerst erfolgreich und McCord trat über 7 Staffeln in 174 Folgen auf.
1980 trat er in der Fernsehserie Kampfstern Galactica auf. Daneben folgten vor allem in den 1980er und 1990er Jahren zahlreiche Gastrollen in Fernsehserien wie MacGyver, Mord ist ihr Hobby oder seaQuest DSV.
McCord engagierte sich auch in der amerikanischen Schauspielergewerkschaft Screen Actors Guild, wo er 1972 in das National Board gewählt wurde und später verschiedene Positionen wie die des 1st National Vice President (1979–1980; 1981–1982; 2006–2007) oder des National Treasurer (2001) innehatte.

## Privatleben
McCord ist seit dem 14. Juli 1962 mit Cynthia Lee Doty verheiratet, die er bereits seit der Highschool-Zeit kannte. Aus der Ehe gingen zwei Töchter und ein Sohn hervor.

## Filmografie (Auswahl)
- 1962–1966: The Adventures of Ozzie & Harriet (Fernsehserie, 19 Folgen)
- 1964: Die wilden Weiber von Tennessee (Kissin' Cousins)
- 1964: Tolle Nächte in Las Vegas (Viva Las Vegas)
- 1964: König der heißen Rhythmen (Roustabout)
- 1965: Kurven-Lily (Girl Happy)
- 1967–1968: Polizeibericht (Dragnet 1967, Fernsehserie, 8 Folgen)
- 1968–1975: Adam-12 (Fernsehserie, 174 Folgen)
- 1977: Pine Canyon Is Burning (Fernsehfilm)
- 1980: Kampfstern Galactica (Battlestar Galactica, Fernsehserie, 10 Folgen)
- 1982: Die unglaubliche Reise in einem verrückten Raumschiff (Airplane II: The Sequel)
- 1988: 21 Jump Street – Tatort Klassenzimmer (21 Jump Street, Fernsehserie, 1 Folge)
- 1989: Der Bischof des Teufels (Unsub, Fernsehserie, 8 Folgen)
- 1989: Der Hai aus L.A. (Nashville Beat, Fernsehfilm)
- 1990: Predator 2
- 1993: Return of the Living Dead III
- 1994–1995: seaQuest DSV (Fernsehserie, 5 Folgen)
- 1996–1998: Palm Beach-Duo (Silk Stalkings, Fernsehserie, fünf Folgen)
- 1997: Asteroidenfeuer – Die Erde explodiert (Doomsday Rock, Fernsehfilm)
- 1998–2000: JAG – Im Auftrag der Ehre (JAG, Fernsehserie, 3 Folgen)
- 1999–2003: Farscape (Fernsehserie, 10 Folgen)
- 2001: Megiddo – Das Ende der Welt (Megiddo: The Omega Code 2)
- 2002: Run Ronnie Run
- 2005: Tides of War (Fernsehfilm)